# Julius Gebauer
Julius Hermann Karl Gebauer (* 17. Februar 1861 in Charlottenburg; † 17. Mai 1955 in Berlin) war ein deutscher Unternehmer.

## Leben
Nach einem Maschinenbaustudium an der Technischen Hochschule Charlottenburg wechselte er 1881 in die Bleicherei und Maschinenfabrik Fr. Gebauer seines Vaters Friedrich Gebauer. 1891 wurde er Miteigentümer der Textilfabrik.
Im Jahr 1900 siedelte das Familienunternehmen unter seiner Leitung auf ein rund 20.000 m² großes Areal an der Spree in Charlottenburg. Die an der heutigen Franklinstraße errichtete Textilmaschinenfabrik beschäftigte zeitweise bis zu 1000 Arbeitnehmer und ist bis heute als denkmalgeschütztes Fabrikensemble Gebauer Höfe erhalten geblieben.
In den Folgejahren bekleidete Julius Gebauer zahlreiche Aufsichtsratsposten in weiteren Unternehmen. Er verstarb 1955.
Seine Tochter Irma heiratete 1910 den späteren Generaloberst und Widerstandskämpfer Erich Hoepner.